# Cam Sims
Cameron Sims, detto Cam (Monroe, 6 gennaio 1996), è un giocatore di football americano statunitense che milita nel ruolo di wide receiver nella National Football League (NFL) e che è free agent. Al college ha giocato per l'Università dell'Alabama.

## Carriera universitaria
Sims, originario di Monroe in Louisiana, cominciò a giocare a football come tight end nella locale Ouacita Parish High School. Considerato come un ottimo prospetto andò quindi a giocare dal 2014 al 2017 come wide receiver per l'Università dell'Alabama con i Crimson Tide che militano nella Southeastern Conference (SEC) della Divisione I della Football Bowl Subdivision (FBS) della NCAA. Nei suoi primi due anni con i Crimson fu poco utilizzato, nel 2014 trovandosi davanti un giocatore come Amari Cooper pronto al salto tra i professionisti e nel 2015 risentendo di un infortunio al ginocchio rimediato durante la preparazione alla stagione. Nelle successive due stagioni invece, nel 2016 e nel 2017, si ritagliò maggior spazio, terminando la sua esperienza nel college football con 51 partite giocate, di cui 11 da titolare, 41 ricezioni per 467 yard e 2 touchdown.
Al termine della stagione 2017 Sims si dichiarò eleggibile per il Draft NFL 2018.
| Stagione | Stagione | Stagione   | Stagione   | Stagione | Stagione | Ricezioni | Ricezioni | Ricezioni | Ricezioni | Ricezioni |
| Anno     | Squadra  | Campionato | Conference | P        | PT       | Ric       | Yard      | Media     | Max       | TD        |
| -------- | -------- | ---------- | ---------- | -------- | -------- | --------- | --------- | --------- | --------- | --------- |
| 2014     | Alabama  | FBS Div. I | SEC        | 12       | 0        | 7         | 62        | 8,9       | 22        | 1         |
| 2015     | Alabama  | FBS Div. I | SEC        | 13       | 0        | 6         | 46        | 7,7       | 16        | 0         |
| 2016     | Alabama  | FBS Div. I | SEC        | 14       | 3        | 14        | 152       | 10,9      | 31        | 0         |
| 2017     | Alabama  | FBS Div. I | SEC        | 12       | 8        | 14        | 207       | 14,8      | 60        | 1         |
| Totale   | Totale   | Totale     | Totale     | 51       | 11       | 41        | 467       | 11,4      | 60        | 2         |

Fonte: Football Database
In grassetto i record personali in carriera

## Carriera professionistica

### Washington Redskins / Football Team / Commanders

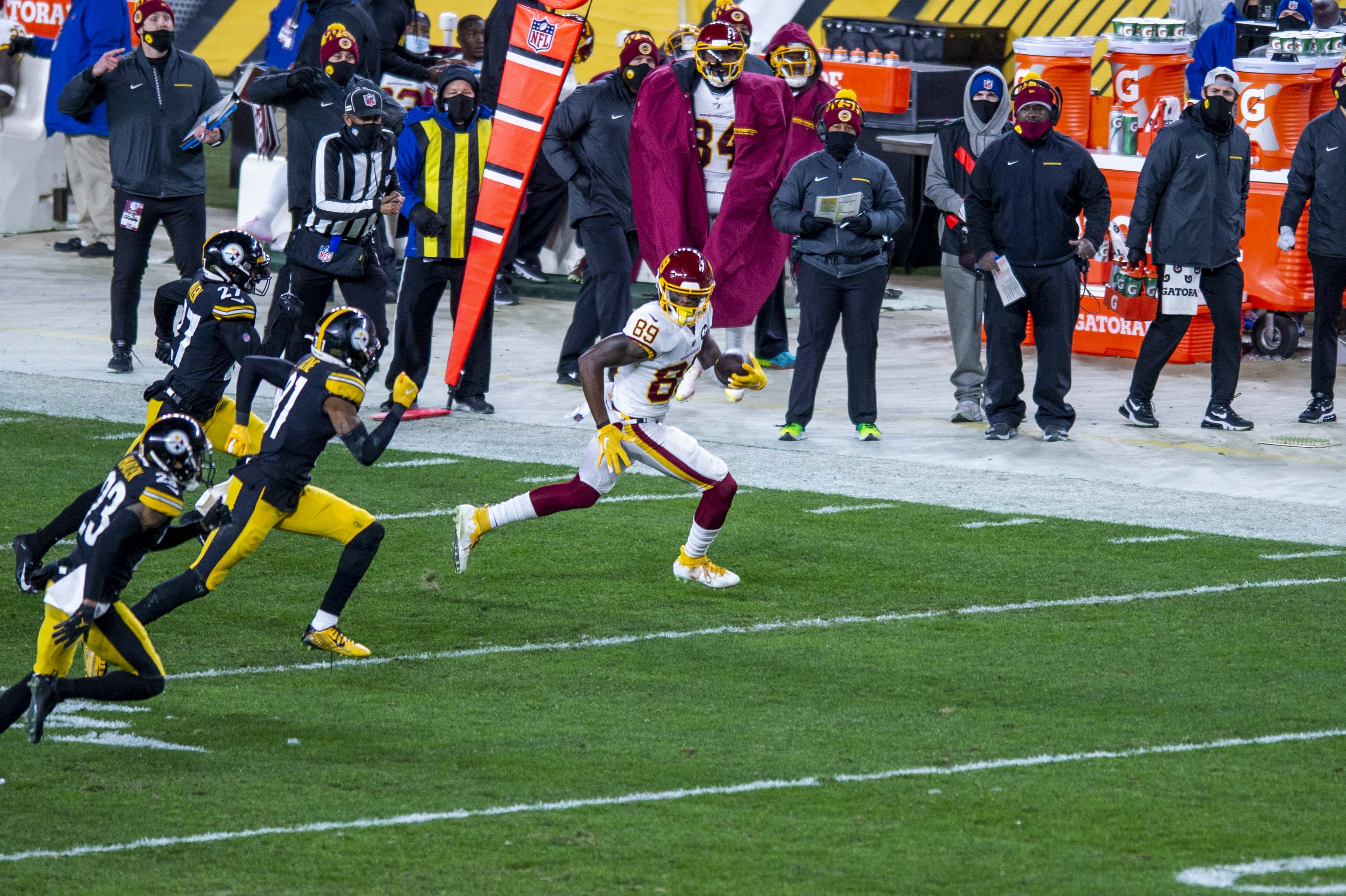
Sims contro i Pittsburgh Steelers nel 2020

Sims non fu scelto nel corso del Draft NFL 2018 e il 2 maggio 2018 firmò da undrafted free agent con i Washington Redskins.

#### Stagione 2018
Sims debuttò nella NFL nella gara del primo turno contro gli Arizona Cardinals ma subì un infortunio all'anca che chiuse la sua stagione da rookie.

#### Stagione 2019
All'inizio della stagione Sims non rientrò nel roster attivo della squadra e il 31 agosto 2019 fu prima svincolato e quindi aggregato alla squadra di allenamento dei Redskins il giorno successivo. Fu elevato nel roster attivo il 2 ottobre 2019. Sims fu svincolato il 19 ottobre 2019 e rincontrattualizzato con la squadra di allenamento due giorni dopo. Il 19 novembre 2019 fu promosso nel roster attivo.

#### Stagione 2020
Sims fu svincolato il 5 settembre 2020 per poi firmare per la squadra di allenamento il giorno successivo. Sims fu elevato al roster attivo per le prime due partite stagionali, contro i Philadelphia Eagles e gli Arizona Cardinals, e promosso al roster attivo il 22 settembre 2020.
Sims segnò il suo primo touchdown in carriera nella partita della settimana 6 contro i New York Giants. Nella gara della settimana 9, sempre contro i Giants, Sims fece 3 ricezioni per 110 yard, suo record personale di yard ricevute in una gara nonché la sua prima partita in carriera con più di 100 yard ricevute. Nella partita della settimana 13 contro i Pittsburgh Steeler Sims fece 5 ricezioni per 92 yard. Sims terminò la stagione 2020 con 32 ricezioni per 477 yard e un touchdown. Debuttò nei play-off nella gara delle Wild-Card contro i Tampa Bay Buccaneers e fu il miglior ricevitore della squadra, con 7 ricezioni per 104 yard.

#### Stagione 2021

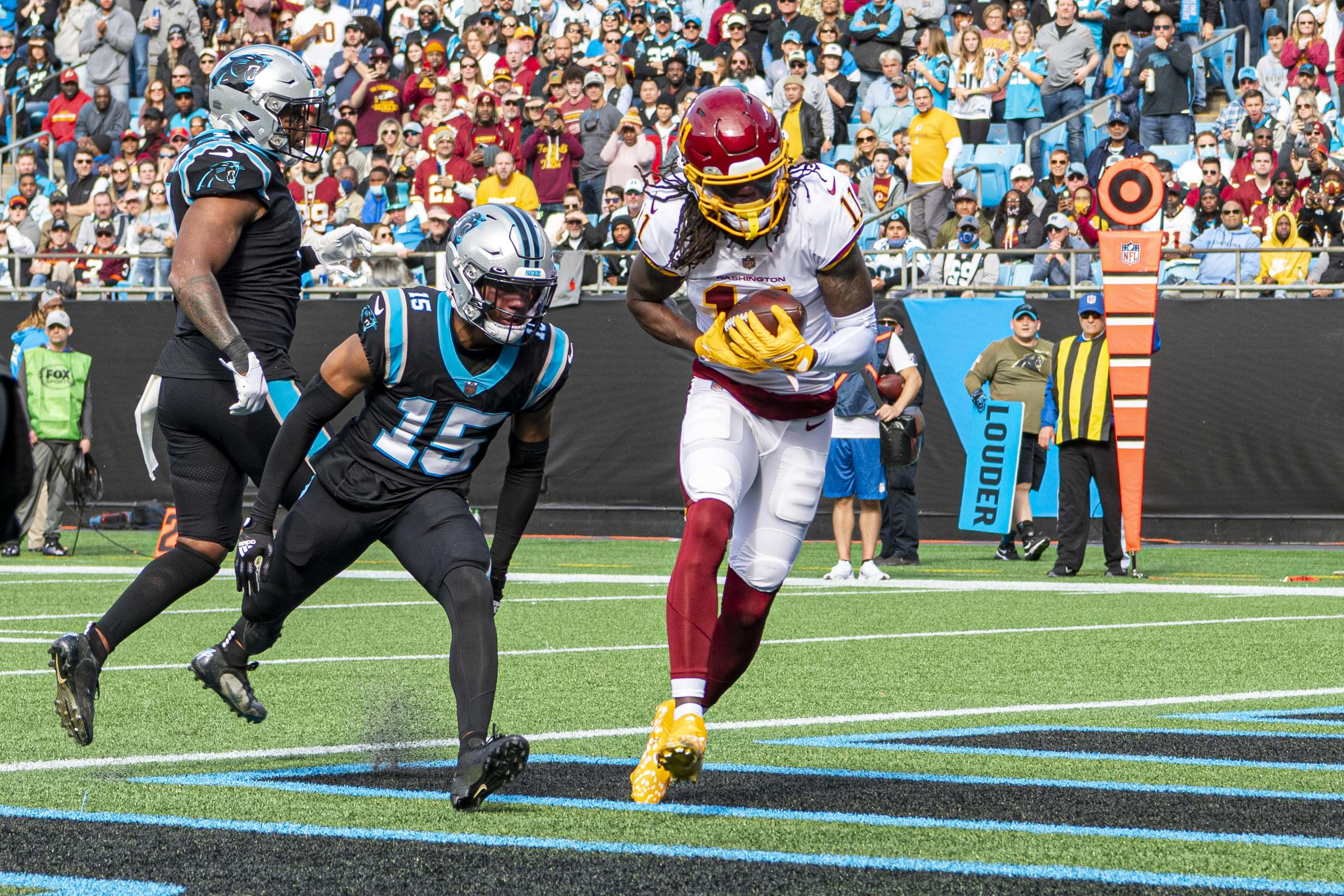
Il touchdown segnato da Sims contro i Carolina Panthers nella stagione 2021

Il 16 marzo 2021 Washington posero un restricted free agent tender da 2,1 milioni di dollari su Sims, che firmò una settimana dopo. Nella partita della settimana 11, la vittoria 27-21 contro i Carolina Panthers, Sims fece il suo secondo touchdown su ricezione. Alla settimana 14 contro i Dallas Cowboys, Sims fece 3 ricezioni per 69 yard e un touchdown da 43 yard su passaggio del quarterback Taylor Heinicke. Il 15 dicembre 2021 Sims fu spostato nella lista riserve/COVID-19, e fu riattivato quattro giorni dopo.

#### Stagione 2022
Il 17 marzo 2022 Sims firmò un nuovo contratto annuale da 2,6 milioni di dollari con i Commanders .

### Las Vegas Raiders
Il 21 marzo 2023 Sims firmò un contratto annuale con i Las Vegas Raiders. Al termine della fase di preparazione alla nuova stagione, Sims non riuscì a rientrare nel roster attivo dei Raiders e il 29 agosto 2023 fu svincolato.

### New York Giants
Il 4 settembre 2023 Sims firmò con la squadra di allenamento dei New York Giants. Fu svincolato il 10 ottobre 2023.

### Philadelphia Eagles
Il 30 novembre 2023 Sims firmò per la squadra di allenamento dei Philadelphia Eagles. Il 5 dicembre 2023 fu svincolato.

### Carolina Panthers
Il 6 dicembre 2023 Sims firmò con la squadra di allenamento dei Carolina Panthers. L'8 gennaio 2024 Sims firmò da riserva/contratto futuro. Il 26 luglio 2024 fu spostato in lista riserve/PUP (Physically Unable to Perform) e poi svincolato il 6 agosto 2024.

## Statistiche

### Stagione regolare
| 2018   | WAS    | 1  | 0  | 0  | 0   | 0,0  | 0  | 0 | 0 | 0  | 0,0 | 0 | 0 | 0 | 0 |
| 2019   | WAS    | 7  | 1  | 2  | 27  | 13,5 | 15 | 0 | 0 | 0  | 0,0 | 0 | 0 | 0 | 0 |
| 2020   | WAS    | 16 | 10 | 32 | 477 | 14,9 | 50 | 1 | 1 | 5  | 5,0 | 5 | 0 | 0 | 0 |
| 2021   | WAS    | 14 | 3  | 15 | 211 | 14,1 | 43 | 2 | 1 | 7  | 7,0 | 7 | 0 | 0 | 0 |
| 2022   | WAS    | 17 | 3  | 8  | 89  | 11,1 | 21 | 0 | 0 | 0  | 0,0 | 0 | 0 | 0 | 0 |
| 2023   | LV     | 0  | 0  | 0  | 0   | 0,0  | 0  | 0 | 0 | 0  | 0,0 | 0 | 0 | 0 | 0 |
| Totale | Totale | 55 | 17 | 57 | 804 | 14,1 | 50 | 3 | 2 | 12 | 6,0 | 7 | 0 | 0 | 0 |

### Play-off
| 2020   | WAS    | 1 | 1 | 7 | 104 | 14,9 | 36 | 0 | 0 | 0 | 0,0 | 0 | 0 | 0 | 0 |
| Totale | Totale | 1 | 1 | 7 | 104 | 14,9 | 36 | 0 | 0 | 0 | 0,0 | 0 | 0 | 0 | 0 |

Fonte: Football Database
In grassetto i record personali in carriera